# Rezerwat przyrody Cisy Tychowskie
Rezerwat przyrody „Cisy Tychowskie” – florystyczny rezerwat przyrody w województwie zachodniopomorskim, w powiecie białogardzkim, w gminie Tychowo. Jest położony ok. 4,5 km na północny wschód od Tychowa, ok. 1 km na południowy zachód od zabudowań wsi Warnino, ok. 2 km na północ od miejscowości Czarnkowo, 600 m na południe od drogi wojewódzkiej nr 169 z Tychowa do Bobolic. Został utworzony zarządzeniem Ministra Leśnictwa i Przemysłu Drzewnego z dnia 11 sierpnia 1980. Zajmuje powierzchnię 10,28 ha (akt powołujący podawał 10,51 ha). Znajduje się na terenie Nadleśnictwa Tychowo.
Celem ochrony rezerwatu jest zachowanie stanowiska cisa pospolitego (Taxus baccata). Rośnie tu około 70 sztuk cisa w wieku 120–140 lat. Oprócz cisów teren rezerwatu porasta drzewostan bukowy z domieszką grabu, dębu, olszy, brzozy i świerku. Spośród roślin chronionych występują tu m.in. 3 gatunki storczyków: kukułka plamista, podkolan zielonawy i kukułka Traunsteinera.
Na mocy obowiązującego planu ochrony ustanowionego w 2017 roku, obszar rezerwatu objęty jest ochroną czynną.